# Haliotis madaka
Haliotis madaka is een slakkensoort uit de familie van de Haliotidae. De wetenschappelijke naam van de soort is voor het eerst geldig gepubliceerd in 1977 door Habe.